# Duque de Grafton
Duque de Grafton é um título nobiliárquico no Pariato da Inglaterra criado em 1675 por Carlos II da Inglaterra para seu segundo filho ilegítimo, Henry FitzRoy, fruto de uma relação com a Duquesa de Cleveland. O duque mais famoso foi talvez Augustus FitzRoy, 3.º Duque de Grafton, que se tornou primeiro-ministro entre 1768 e 1770. 
O duque de Grafton possui três títulos subsidiários: Conde de Euston, Visconde Ipswich e Barão Sudbury, todos criados em 1672 no pariato da Inglaterra. O filho mais velho e herdeiro do duque utiliza o título de cortesia de Conde de Euston.
A propriedade da família Fitzroy é Euston Hall, em Suffolk.

## Duques de Grafton (1675)
- Henry FitzRoy, 1.º Duque de Grafton (1663-1690)
  - Charles FitzRoy, 2.º Duque de Grafton (1683-1757)
    - Charles FitzRoy, conde de Euston (1714–1715)
    - George FitzRoy, conde de Euston (1715–1747)
    - Augustus FitzRoy (1716-1741)
      - Augustus FitzRoy, 3.º Duque de Grafton (1735-1811)
        - George Henry FitzRoy, 4.º Duque de Grafton (1760-1844)
          - Henry FitzRoy, 5.º Duque de Grafton (1790-1863)
            - William Henry FitzRoy, 6.º Duque de Grafton (1819-1882)
            - Augustus Charles Lennox FitzRoy, 7.º Duque de Grafton (1821-1918)
              - Henry James FitzRoy, conde de Euston (1848–1912)
              - Alfred William Maitland FitzRoy, 8.º Duque de Grafton (1850-1930)
                - William Henry Alfred Fitzroy, Visconde Ipswich (1884–1918)
                  - John Charles William FitzRoy, 9.º Duque de Grafton (1914-1936)

              - Charles Edward FitzRoy (1857–1911)
                - Charles Alfred Euston FitzRoy, 10.º Duque de Grafton (1892-1970)
                  - Hugh Denis Charles FitzRoy, 11.º Duque de Grafton (1919-2011)
                    -  James FitzRoy, Conde de Euston (1947-2009)
                      - Henry Oliver Charles FitzRoy, 12.º Duque de Grafton (n. 1978)

Herdeiro: Alfred James Charles FitzRoy, Conde de Euston (n. 2012)

### Linha de Sucessão
- Henry FitzRoy, 12.º Duque de Grafton (n. 1978)
  - (1). Alfred James Charles FitzRoy, Conde de Euston (n. 2012)
  - (2). Lord Ralph Simon Lennox FitzRoy (n. 2017)